# Política habitacional
Política habitacional são os diversos processos de urbanização adotados pelo poder público, para atendimento da população de baixa renda.